# Bohusläns museum
Bohusläns museum är ett stiftelseägt länsmuseum med säte och huvudbyggnad centralt i hamnstaden Uddevalla. Museet belyser, vårdar och berättar om Bohusläns historia, natur och kultur. Det finns även en konsthall, en museibutik och en restaurang med inriktning på landskapets mattraditioner. 

## Historia
Initiativet till Bohusläns museums grundande utgick från bokhandlaren Johan Fredrik Hallman i maj 1861. Han skänkte föremål och böcker som blev början till museets samlingar och bibliotek. Redan 1862 bytte museet namn till Uddevalla museum. Från 1864 till 1912 ledde Carolina Christiansson institutionen, hon var även museets konservator.
Fram till 1950-talet var museets verksamhet fokuserad på Uddevalla, sedan inrättades tjänsten av landsantikvarien. Åke Fredsjö tillträdde år 1948 och blev samtidigt chef för museet. I personen av landsantikvarien samlades ansvaret för både kulturmiljövård i länet och för museet. Verksamheterna slogs till slut ihop i Stiftelsen länsmuseet i Göteborgs och Bohus län år 1977. 
En ny museibyggnad invigdes 1984 under museichef Carl Cullberg i Uddevalla. 
Åren 2006–2015 ingick Bohusläns museum i Västarvet, men sedan januari 2016 drivs det åter i egen regi. I sin nuvarande form har museet som stiftare Uddevalla kommun, Västra Götalandsregionen och Bohusläns hembygdsförbund.
2022 har Bohusläns museum haft 172 027 besökare.

## Samlingar
Bohusläns museums samlingar omfattar föremål, berättelser, foton, filmer och arkivhandlingar. Utöver det har museet en konstsamling, arkeologiska fynd samt naturalier från djur- och växtriket. 
Museet publicerar sina digitaliserade samlingar, totalt nästan 300 000 objekt (2023) via DigitaltMuseum, Kringla och Europeana.

## Museichefer i urval
- 1864 Niklas Christiansson (död 1864), konservator
- 1864–1912 Carolina Christiansson, konservator
- 1956–1978 Åke Fredsjö (1913–1978)
- 1978–1992 Carl Cullberg (född 1930)
- 1992–2005 Hans Manneby (1945–2008)
- 2005–2018 Hans Kindgren
- 2018– Annette Prior

## Samarbeten
Verksamheter inom museet och samarbetspartners:
- Konsthallen vid Bohusläns museum
- Blå Skagerrak
- Ekomuseum Gränsland
- Skalbanksmuseet
- Vitlycke museum
- Ö-värdar på Västkusten

## Bildgalleri

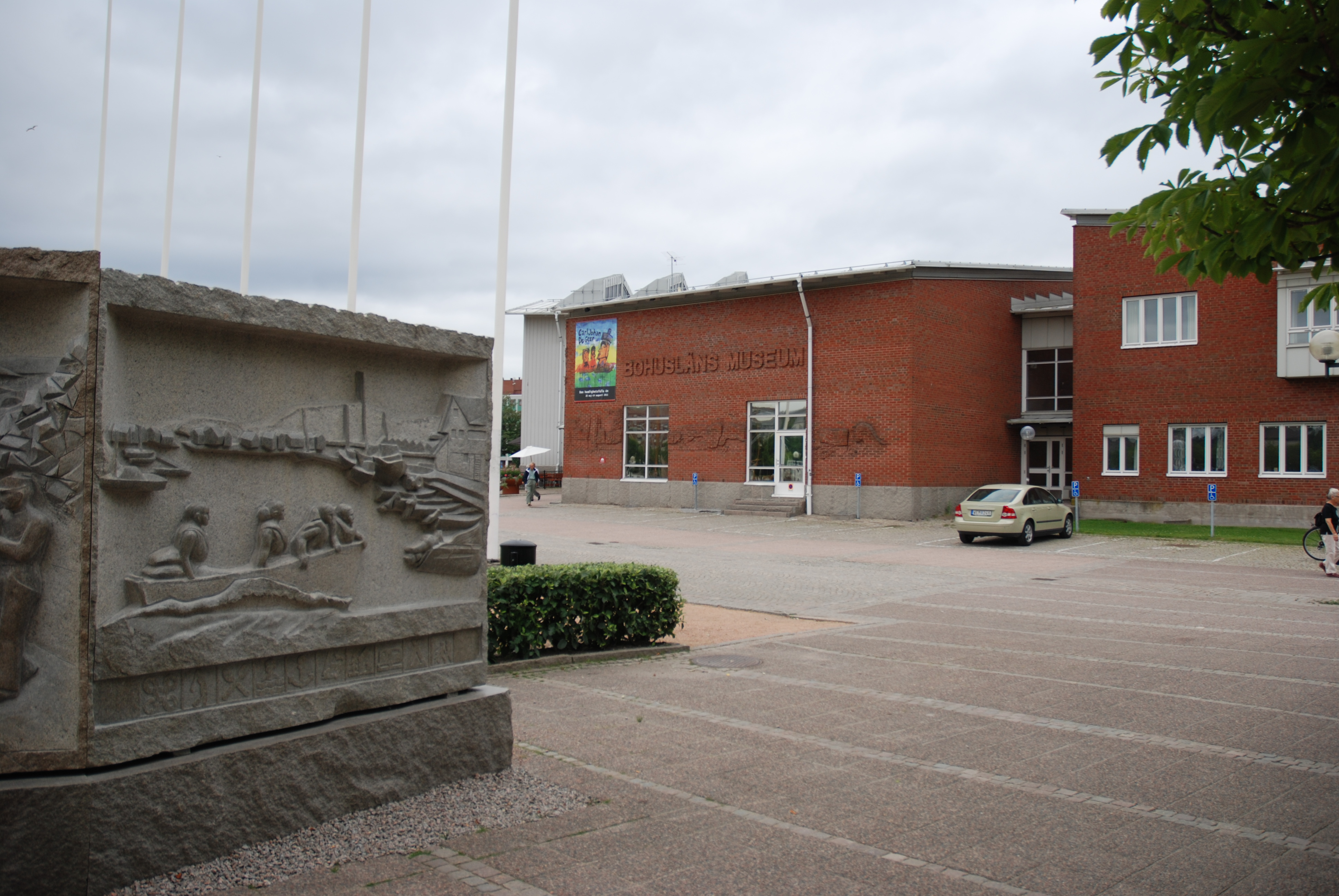
Exteriör
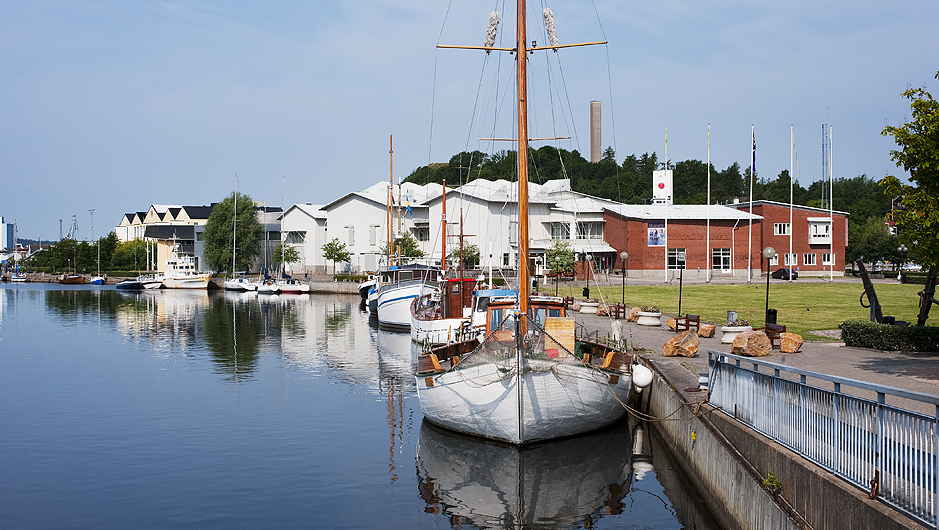
Bohusläns museum
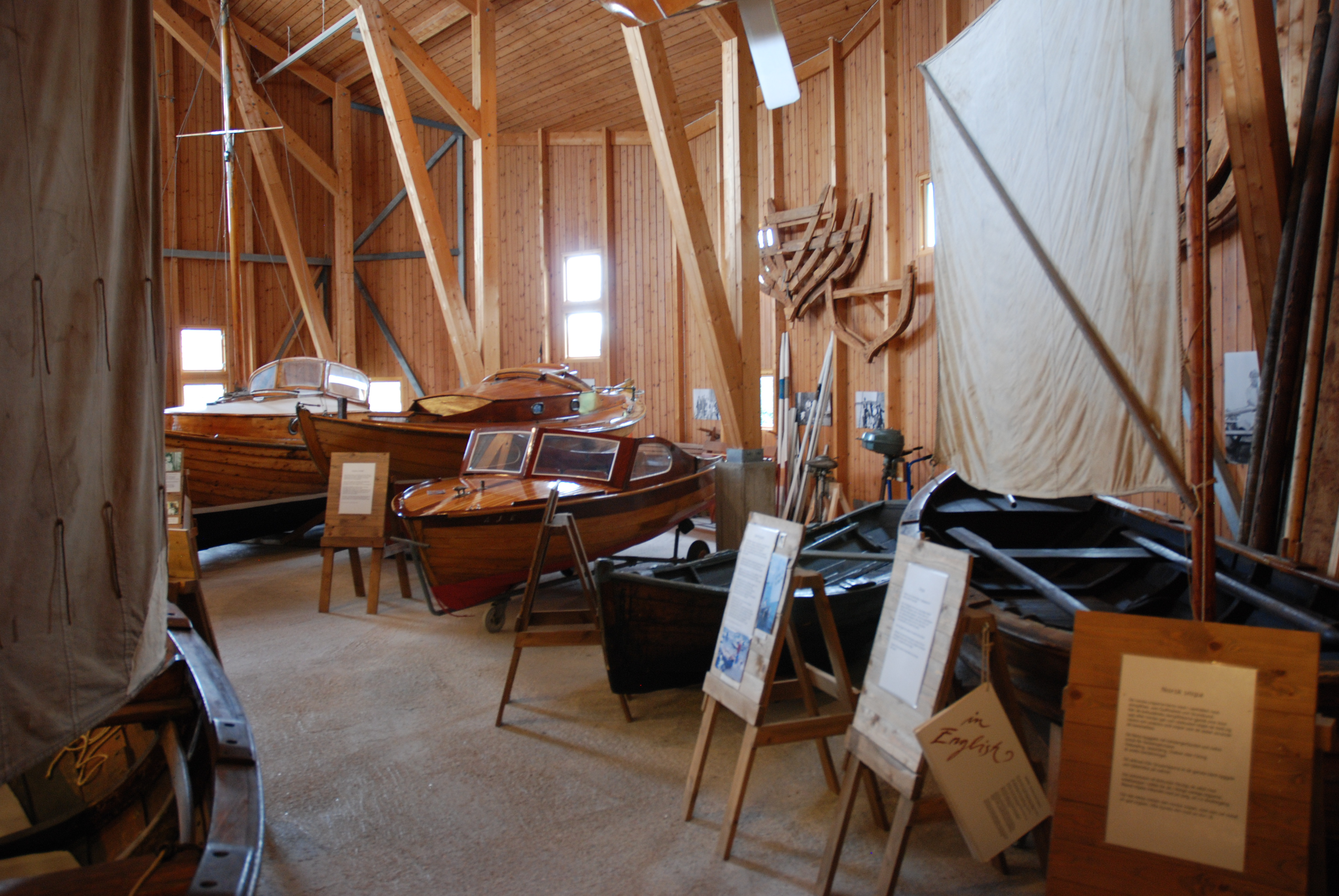
Båthallen med från vänster långedragsjulle, motorseglare, kosterbåt, day cruiser och doris.
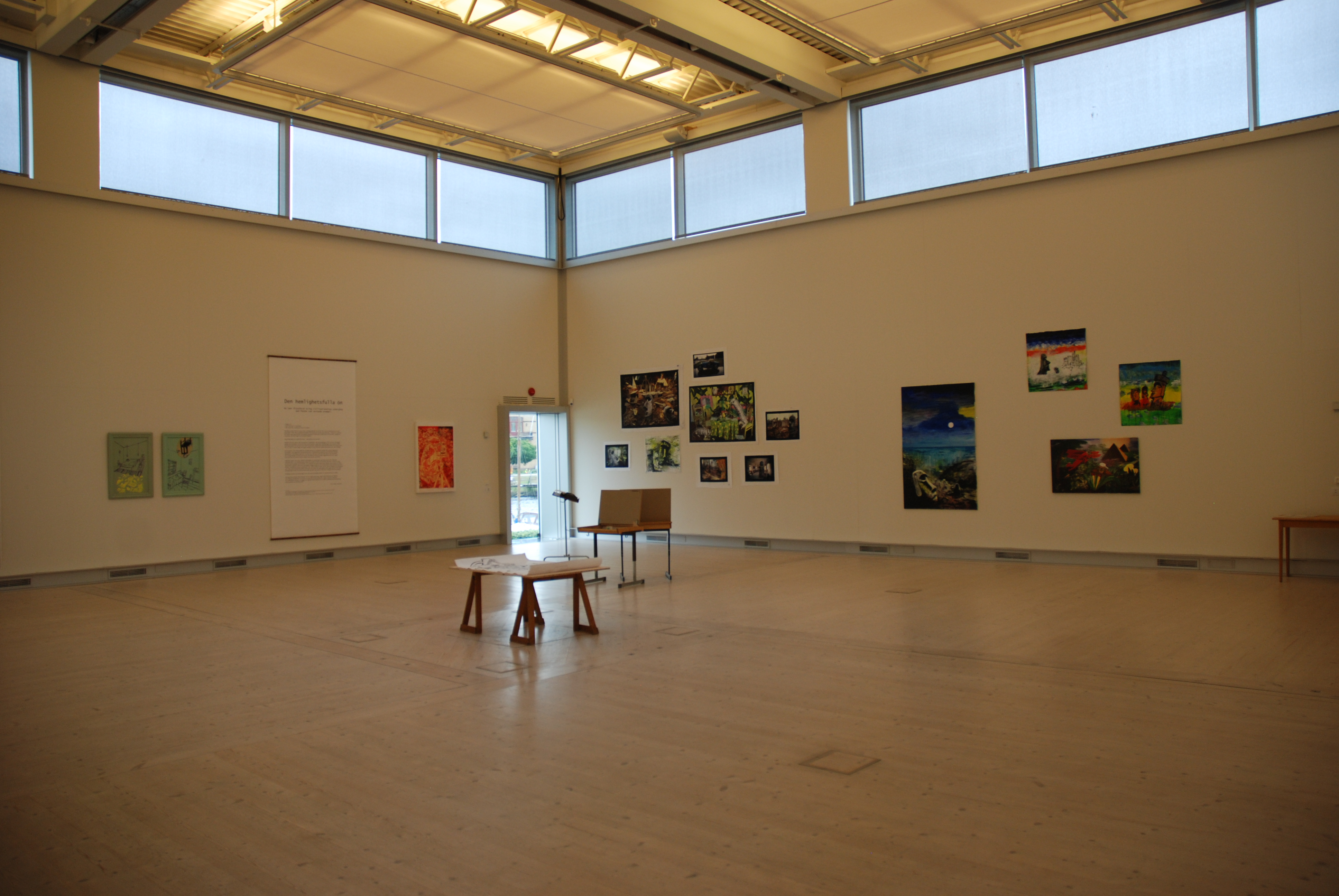
Utställningshall i konstmuseidelen av museet.